# Ravensburg spielt
Ravensburg spielt ist ein seit 1989 jährlich stattfindendes Spielefest in Ravensburg. Das Fest findet am Wochenende vor Schulbeginn im September auf den Straßen und Plätzen der Altstadt statt. Neben der Möglichkeit zu spielen werden immer auch neue Spiele vorgestellt. In den Anfangsjahren wurden die Spiele auf der Veranstaltung überwiegend vorgeführt und verkauft. Heute werden die Besucher aktiv eingebunden und diese bei Shows und beim Mitspielen beteiligt.
Ravensburg ist als Sitz der Ravensburger AG weltweit für Spiele, Puzzle und Kinderbücher bekannt. Das Fest ist jedoch keine Veranstaltung dieser Unternehmensgruppe, sondern wird von der Stadt Ravensburg in Zusammenarbeit mit dem Wirtschaftsforum pro Ravensburg e. V. veranstaltet. Bis 2004 wurde das Fest von Spieleerfinder Bertram Kaes organisiert und mitveranstaltet, welcher zusammen mit Heiner Wöhning 1985 die Idee für das Spielefest auf den Internationalen Spieltagen in Essen hatte. Seit 2005 wird die Veranstaltung von Gerold Häring vom Unternehmen geXcom organisiert. Unterstützt wird dieser jährlich von zahlreichen Partnern, Vereinen und mehr als 100 ehrenamtlichen Helfern.
Nachdem pandemiebedingt die Veranstaltung zweimal ausfallen musste, wird sie seit 2022 wieder angeboten.